# Rocky Schenck
Rocky Schenck (ur. 18 kwietnia 1955 w Austin w stanie Teksas) – amerykański reżyser teledysków oraz fotograf. Pracował z takimi artystami jak między innymi Nick Cave oraz PJ Harvey ("Henry Lee"), Seal oraz Joni Mitchell ("How Do You Stop"), The Cramps ("Bikini Girls with Machine Guns" oraz "Creature from the Black Leather Lagoon"), Alice in Chains ("We Die Young", "Them Bones", "What the Hell Have I", "Grind"), Annie Lennox oraz Rod Stewart ("If We Fall in Love Tonight"), oraz grupą muzyczną Van Halen ("Humans Being" oraz "Fire in the Hole").Największa kolekcja jego prac znajduje się w Wittliff collections w Texas State University–San Marcos.

## Opublikowane prace
- Rocky Schenck: Photographs (2003, University of Texas Press, Teksas) ISBN 978-0292702172